# Feliciano Sodré
Feliciano Pires de Abreu Sodré (Macaé ou São Sebastião do Alto, 1881 — Niterói, 1945) foi um engenheiro, militar e político brasileiro.
Protagonizou um período conturbado da política fluminense quando concorreu duas vezes para o cargo de presidente do estado do Rio de Janeiro e, em ambas, entrou em conflito com seu antigo aliado político Nilo Peçanha.

## Vida política
O primeiro-tenente engenheiro militar foi eleito deputado estadual no Rio de Janeiro em 1910, e posteriormente nomeado prefeito da cidade de Niterói pelo presidente do estado à época Oliveira Botelho.

### Mandato como prefeito de Niterói
Como aliado de Oliveira Botelho, Feliciano Sodré tivera à sua disposição cerca de 25.000 contos de réis que o governo estadual captou de empréstimos no exterior. Com isso, continuou a fase de grandes empreendimentos na cidade, como seus antecessores. Em 1911 reformou o Teatro João Caetano (Teatro Municipal de Niterói). Propôs à Câmara de Vereadores o saneamento da enseada de São Lourenço, mediante aterro, a construção de um grande porto em Niterói naquele local e a captação de águas de rio com nascentes nas encostas da Serra dos Órgãos para reforçar o abastecimento da cidade.,
Promoveu a construção da nova sede legislativa, o Paço Municipal de Niterói, em detrimento do antigo prédio da sede municipal, a Casa da Câmara e Cadeia, construído em 1824, que preferiu ver demolido, por querer apagar resquícios do período imperial.
Também em 1913 o prefeito iniciou as obras de construção do novo quartel do Corpo de Bombeiros na Rua Marquês do Paraná. Promoveu o calçamento de várias ruas e avenidas. Também realizou o desmonte do morro situado à esquerda da Rua Doutor Celestino aterrando o antigo Campo Sujo. Com isso, possibilitou a abertura de um novo arruamento e o projeto de criação do centro cívico da capital do estado (atual Praça da República), iniciado pelo governador Oliveira Botelho e finalizado no de Nilo Peçanha. Construiu o outrora Asilo da Velhice Desamparada, que já fora sede da Faculdade de Medicina, legada à Universidade Federal Fluminense, e onde hoje se situa o prédio do Instituto Biomédico da mesma.
Seu mandato como prefeito de Niterói se estendeu de 31 de dezembro de 1910 a 21 de março de 1914, quando desincompatibilizou-se do cargo para concorrer ao posto de presidente do estado do Rio de Janeiro.

### Crises da dualidade de mandatos e legislaturas no estado do Rio
A crise inicia-se com o rompimento entre o presidente do estado do Rio de Janeiro Oliveira Botelho e Nilo Peçanha.

#### Primeira crise — eleição de 1914
O Partido Republicano Fluminense, na oposição, passou a aglutinar as várias correntes antinilistas da política fluminense. No pleito federal de 1912 não elegeu nenhum representante, e nas eleições para Assembleia Legislativa fluminense no mesmo ano, conseguiu eleger apenas dois deputados estaduais. Contudo, com o rompimento político entre Oliveira Botelho e Nilo Peçanha, novamente o PRF mudaria de mãos.
As divergências entre os líderes estaduais se deram durante as discussões para sucessão de Hermes da Fonseca. O presidente fluminense apoiou, juntamente com Hermes da Fonseca e Pinheiro Machado, a candidatura do mineiro e então vice-presidente da República Venceslau Brás, enquanto Nilo Peçanha mostrava-se neutro. O rompimento definitivo veio com a sucessão estadual, quando Oliveira Botelho, apoiado pelo governo federal, lançou o nome de Feliciano Sodré, então prefeito de Niterói. Nilo Peçanha não concordou com a indicação nem com a interferência federal, e candidatou-se novamente ao governo fluminense. Com esse rompimento, os nilistas voltaram a usar a sigla do PRF para sua candidatura, enquanto Feliciano Sodré concorreu pelo Partido Republicano Conservador Fluminense (PRCF).
Durante a campanha eleitoral, Nilo Peçanha fortaleceu o PRF e, enquanto Feliciano Sodré viajava procurando apoio das lideranças estaduais, Oliveira Botelho convocou a ALERJ para uma sessão extraordinária, na qual procurou derrubar a mesa diretora da casa, composta por políticos nilistas. Diante da ameaça, os deputados do PRF solicitaram um habeas corpus preventivo junto ao Supremo Tribunal Federal que, ao ser concedido em 6 de junho de 1914, provocou a divisão da Assembleia em dois grupos: os nilistas aglutinados no PRF e apoiado pelo STF, e outro de botelhistas organizados em torno do PRCF e apoiado pelos governos estadual e federal. Enquanto o primeiro buscava continuar a atividade legislativa, o segundo recusava-se procurava barrar as sessões. No dia 21 do mesmo mês, quando os nilistas conseguiram quórum para abrir a sessão, os botelhistas reuniram-se em local diferente, formando-se assim duas assembleias legislativas, como ocorrera em 1910.
Depois do pleito de 12 de julho de 1914, os dois grupos se declararam vencedores e foram reconhecidos pelas respectivas assembleias. Em outubro, Hermes da Fonseca enviou mensagem à Câmara dos Deputados criticando a decisão do STF na disputa eleitoral fluminense. Tal fato foi encarado como uma tentativa do presidente de intervir no estado, mas como este se encontrava nos últimos dias de governo, a Câmara não aprovou a intervenção.

#### Segunda crise — eleição de 1922

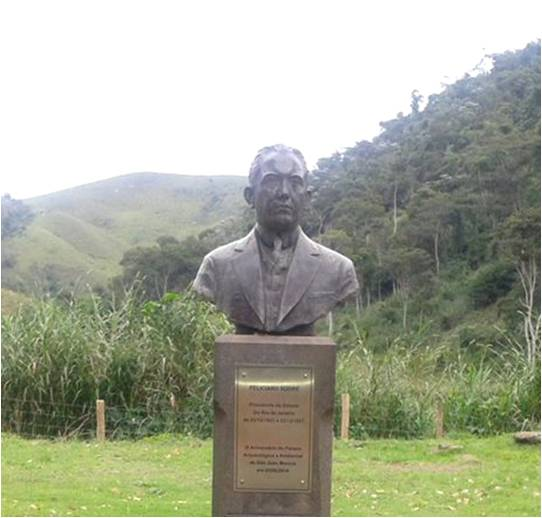
busto de Feliciano Sodré, no Parque Arqueológico e Ambiental de São João Marcos, na cidade de Rio Claro.

A disputa política pelo governo fluminense com o candidato situacionista, o nilista Raul Fernandes, causa novamente outra dualidade de assembleias legislativas e presidentes de estado (a última foi em 1914, justamente tendo Feliciano Sodré e Nilo Peçanha em lados opostos), cada qual colocando-se como vencedor. Apesar de Sodré haver sido empossado presidente, em 31 de dezembro de 1922, pela maioria oposicionista na Assembleia Legislativa do Estado do Rio de Janeiro, o candidato situacionista, com apoio dos militares, tomou posse do Poder Executivo, munido de um habeas corpus expedido pelo Supremo Tribunal Federal. Diante do impasse, o presidente da república Artur Bernardes - de quem Feliciano Sodré era partidário — proclamou intervenção federal e nomeou Aurelino Leal como interventor em 10 de janeiro de 1923. Através do decreto Decreto n° 1.975 de 22 de agosto de 1923, o interventor resolveu dissolver as Prefeituras e Câmaras Municipais do estado. Novas eleições foram convocadas e o então tenente-coronel Feliciano Sodré assumiu a presidência do estado de direito e de fato. Com o falecimento de Nilo Peçanha em 1924, seu grupo político se enfraqueceu.

### Presidente do Rio de Janeiro e senador da República
O presidente do estado fora um dos idealizadores da Renascença Fluminense — movimento que promoveu uma urbanização modernizadora e inaugurações de jardins, monumentos, hermas e placas comemorativas em homenagem a figuras de vulto da política fluminense ou nacional, sendo destaque o Monumento à República, na praça de mesmo nome, no novo centro cívico da capital fluminense da época (Niterói). Era claramente inspirado na modernização da cidade do Rio de Janeiro promovida por Pereira Passos.
Começou levar à frente de projetos que não implementou na capital estadual quando era prefeito, sendo o principal deles o aterro da enseada de São Lourenço, construção do Porto de Niterói, arruamento da área acrescida pelo aterro, na forma de semicírculo e obras de saneamento e esgoto na cidade. Também iniciou as obras para a construção de um mesmo porto na cidade de Angra dos Reis, para atender ao escoamento da produção de café proveniente da região do Vale do Paraíba.

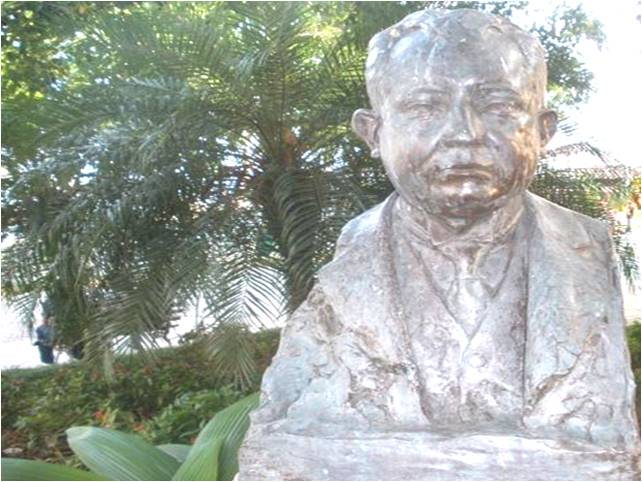
busto de Feliciano Sodré, na Praça Amaral Peixoto, na cidade de Angra dos Reis.

Na agricultura, tentou estabelecer o burgo agrícola de Sodrelândia (no município de Trajano de Morais) e criar o Instituto de Economia e Fomento Agrícola. Nenhum desses planos agrícolas vingou. No campo das finanças não só contraiu mais empréstimos para financiar suas obras, como anulou toda a dívida sua e seu antecessor, enquanto prefeitos da cidade de Niterói, que somavam a quantia de 18.000 contos de réis através da expedição da Lei n° 1.901 de 24 de novembro de 1924.
Exerceu então o governo fluminense entre os anos de 1923 e 1927, sendo eleito senador pelo estado do Rio em 1928.

## Homenagens
Muitos logradouros e escolas no estado do Rio de Janeiro homenageiam o político, podendo citá-los nos municípios de Cabo Frio, Casimiro de Abreu, São Gonçalo, São Pedro da Aldeia, Niterói, Macaé e Teresópolis. Destaques são dados a Cabo Frio e a Niterói. O primeiro por sua ponte, inaugurada em 1926 (maior vão livre do país naquela época), que interliga os dois lados da cidade, separados pelo canal do Itajuru e tombada pelo Patrimônio Municipal em 1989. O segundo pela avenida, que passa paralela ao porto cuja construção promoveu. Ela inicia-se da Praça da Renascença (centro do semicírculo do arruamento) e estende-se até a esquina com a Avenida Rio Branco.